# 2-й Гончаровский переулок
Второ́й Гончаро́вский переулок — небольшая улица на севере Москвы в Бутырском районе Северо-Восточного административного округа, между улицами Руставели и Гончарова. Назван вместе с 1-м Гончаровским переулком в 1958 году по соседней улице Гончарова. Между переулками расположен Гончаровский парк с прудом.